# Wendelinuskapelle (Seligenstadt)

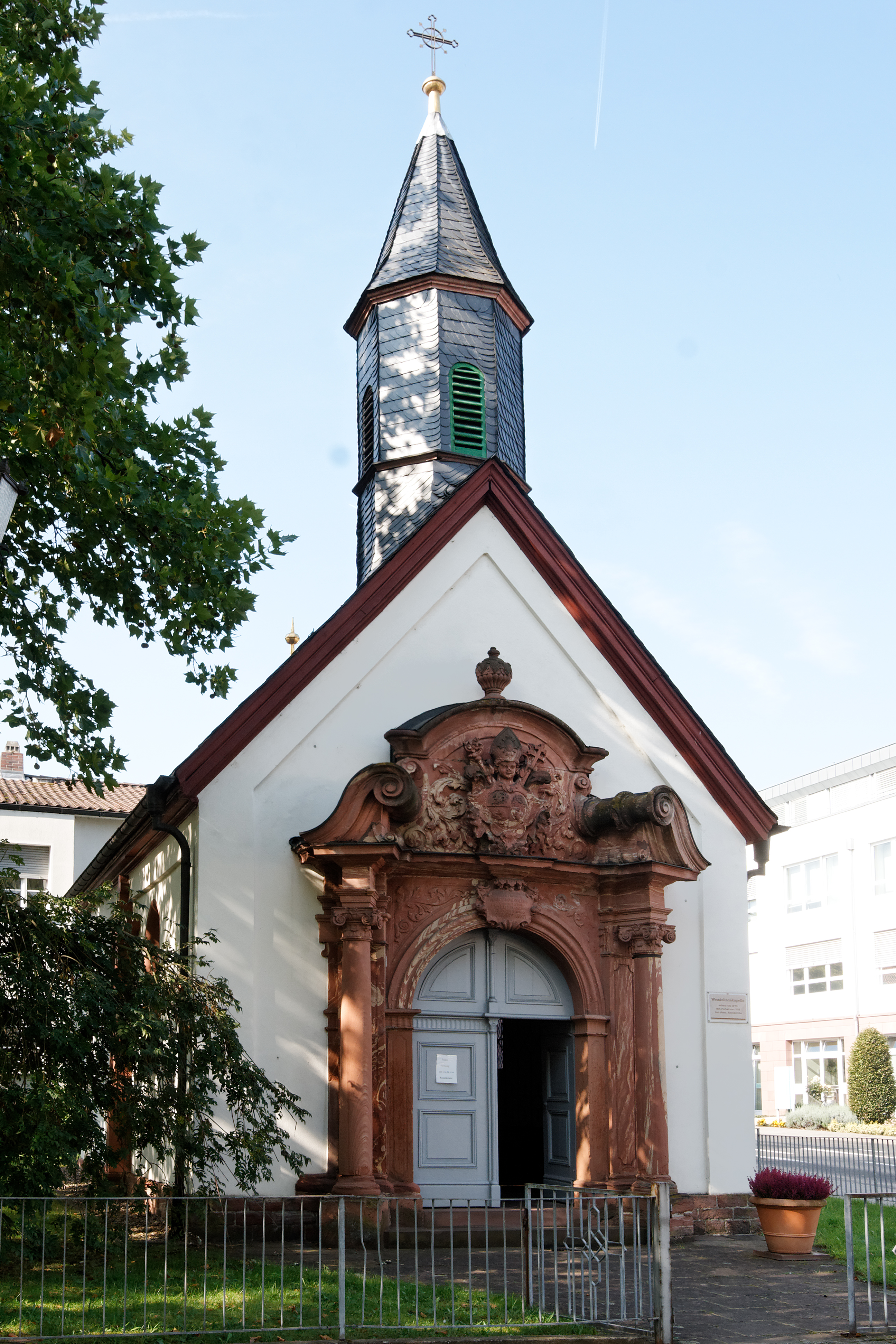
Die Wendelinuskapelle in Seligenstadt, erbaut 1885

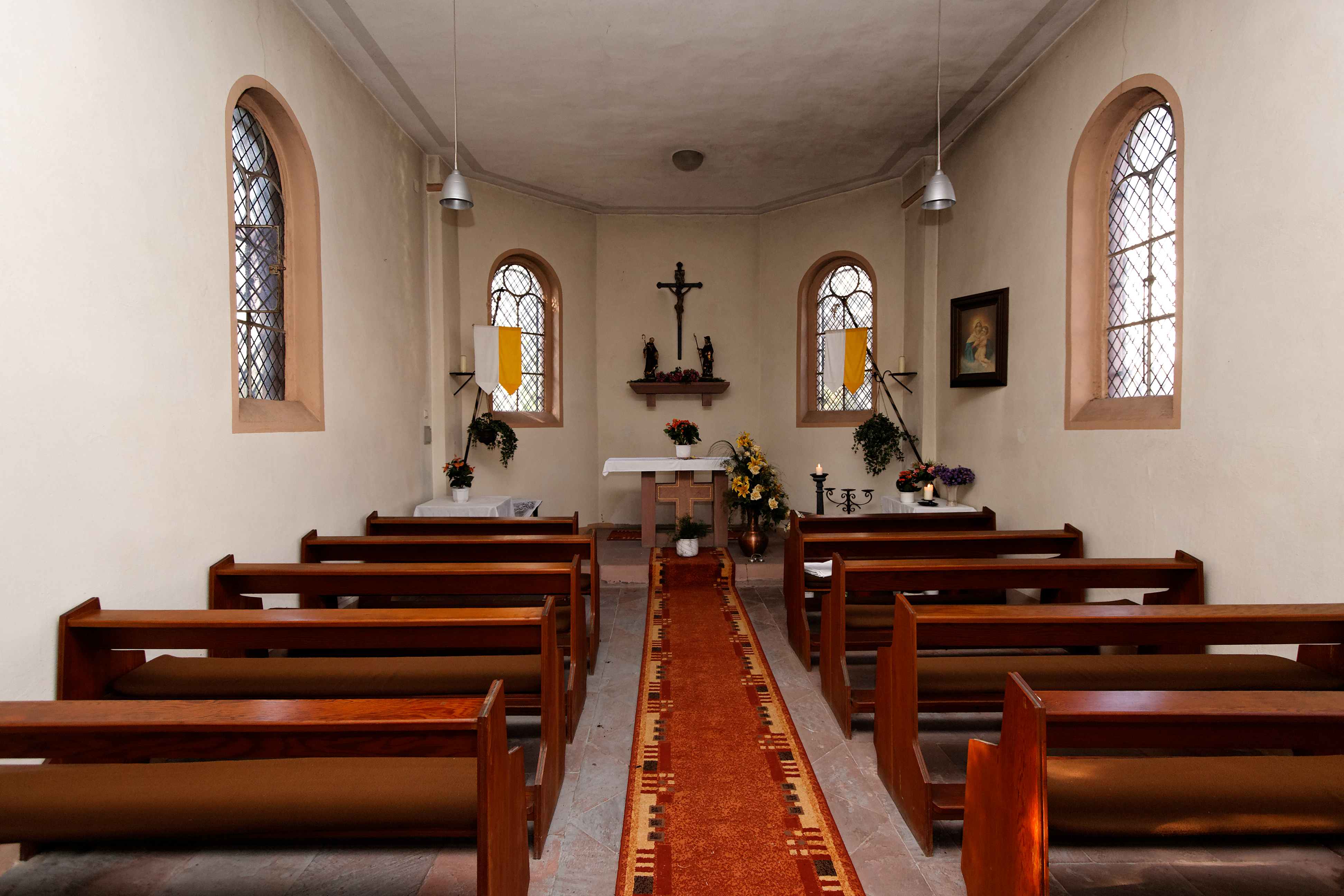
Innenraum der Kapelle

Die Wendelinuskapelle ist ein unter Denkmalschutz stehender Kapellenbau in Seligenstadt, einer Stadt im südhessischen Landkreis Offenbach. Sie gehört zur römisch-katholischen Pfarrei St. Marcellinus und Petrus in Seligenstadt, die ihrerseits zum Pastoralraum Mainbogen der Region Mainlinie im Bistum Mainz gehört.

## Geschichte
Bereits im 16. Jahrhundert befand sich dort, wo heute die Wendelinuskapelle steht, eine wichtige Wegkreuzung mit einem Heiligenhäuschen, das dem heiligen Wendelin (Schutzpatron der Bauern und Hirten) und dem heiligen Leonhard (Schutzpatron der Tiere) geweiht war. Das Bild des Heiligenhäuschens war 1515 vom Bildschnitzer Mathis angefertigt sowie von Hans und Lohr bemalt worden.
Durch Spenden aus der Seligenstädter Bürgerschaft konnte am 27. April 1678 am Ort des Heiligenhäuschens der Grundstein für ein erstes Kapellengebäude gelegt werden. Der Eingang des sattelbedachten Bauwerks war durch eine von Holzsäulen getragene Vorhalle überdacht und befand sich im Westen, also genau entgegengesetzt zur heutigen Kapelle, welche von Osten betreten werden kann. Am 16. Mai 1683 weihte der Kapuzinerprovinzial Martin von Cochem die neue Kapelle den Heiligen Wendelin, Leonhard und Peter von Alcantara. Die Aufsetzung eines Dachreiters erfolgte nachträglich.
Um 1880 wurden Planungen für den Bau einer neuen Kapelle (der heutigen Wendelinuskapelle) angestoßen, die 1885 fertiggestellt werden konnte. Die alte Kapelle war inzwischen baufällig geworden und musste dem Neubau weichen. Das barocke Portal der Kapelle ist etwa 160 Jahre älter als die Kapelle selbst. Es diente ursprünglich als Hauptportal der Seligenstädter Basilika, bevor es bei der Erneuerung ihrer Westfront 1868 abgebaut und 1885 schließlich in die Wendelinuskapelle integriert wurde. Entworfen hat es der Kurmainzer Hofarchitekt Maximilian von Welsch 1722 im Auftrag von Abt Peter IV., angefertigt der Hofbildhauer Burkard Zamels.

## Baubeschreibung
Die Wendelinuskapelle ist ein schlichter Putzbau mit Dachreiter, der vor allem durch sein Barockportal besticht.

## Ausstattung
Im Inneren der Wendelinuskapelle befinden sich zwei spätgotische Holzfiguren des heiligen Wendelin und des heiligen Leonhard, die zum 1515 geschaffenen Heiligenbild gehörten.